# Třída Micalvi
Třída Micalvi (jinak též třída Taitao) jsou pobřežní hlídkové lodě chilského námořnictva. Mezi jejich hlavní úkoly patří pobřežní hlídkování, kontrola znečištění, výcvik, nebo logistická podpora odlehlých základen. Celkem bylo postaveno šest jednotek této třídy. Poslední dvě byly upraveny na hydrografické výzkumné lodě.

## Stavba
Celkem bylo chilskou loděnicí ASMAR (Astilleros y Maestranzas de la Armada) v Talcahuano postaveno šest jednotek této třídy. Do služby byly přijaty v letech 1993–1996. Stavba proběhla v rámci tzv. projektu Taitao.
Jednotky třídy Micalvi:
| Jméno                     | Spuštěna          | Vstup do služby   | Status                                            |
| ------------------------- | ----------------- | ----------------- | ------------------------------------------------- |
| Contramestre Micalvi (71) | 2. září 1992      | 27. ledna 1993    | aktivní                                           |
| Contramestre Ortiz (72)   | 23. července 1993 | 13. prosince 1993 | aktivní                                           |
| Aspirante Isaza (73)      | 7. ledna 1994     | 27. května 1994   | aktivní                                           |
| Aspirante Morel (74)      | 21. dubna 1994    | 5. července 1994  | aktivní                                           |
| Corneta Cabrales (77)     | 4. dubna 1996     | 29. července 1996 | upravena na hydrografickou výzkumnou loď, aktivní |
| Piloto Sibbald (78)       | 5. července 1996  | 29. srpna 1996    | upravena na hydrografickou výzkumnou loď, aktivní |

## Konstrukce
Plavidla obsluhuje 23 členů posádky, přičemž na palubu se vejde dalších 30 osob (např. kadetů). Jsou vyzbrojena jedním 40mm/60 kanónem a dvěma 20mm/70 kanóny. Pohonný systém tvoří dva diesely Caterpillar 3512 o celkovém výkonu 2560 bhp, pohánějící dva lodní šrouby. Nejvyšší rychlost dosahuje 15 uzlů. Dosah je 3400 námořních mil při rychlosti 12 uzlů.